# 트리메토프림
트리메토프림(trimethoprim, TMP)은 주로 요로감염증의 치료에 사용되는 항생물질이다. 이밖에도 중이염, 물갈이에도 사용할 수 있다. 설파메톡사졸이나 댑손과 함께 쓸 경우 HIV/AIDS 환자의 주폐포자충 폐렴에 사용할 수 있다. 구강으로 투여한다.
부작용으로는 메스꺼움, 입맛의 변화, 발진이 있다. 희귀한 편이긴 하지만 혈소판이나 백혈구가 충분하지 않은 등의 혈액 문제를 일으킬 수 있다. 햇빛 민감성을 유발할 수 있다. 일부 짐승에게는 임신 중 복용 시 잠재적인 위험이 있다는 증거가 있으나 사람에게는 해당되지 않는다. 일부 병균의 이수소엽산 환원효소를 통해 엽산 신진대사를 차단하여 이 병균들을 죽임으로써 동작한다.
트리메토프림은 1962년 처음 사용되었다. 의료제도에 필수적인 가장 효과적이고 안전한 의약품 목록인 WHO 필수 의약품 목록에 등재되어 있다. 제네릭 의약품으로 구매가 가능하며 그렇게 비싼 편은 아니다. 미국의 경우 10일치 치료비는 대략 $21에 이른다.